# 올림픽 그레나다 선수단
올림픽 그레나다 선수단은 그레나다 대표로 올림픽에 참가하는 선수단이다. 
그레나다는 1984년 올림픽에 처음 참가했으며 그 이후로 매년 하계 올림픽에 참가해 왔다. 그레나다는 2012년 육상 부문에서 첫 메달을 획득했다. 그레나다 올림픽 위원회는 1984년에 결성되었고 같은 해에 승인을 받았다.
그레나다는 동계 올림픽에 참가한 적이 없다. 28년 동안 하계 올림픽에 참가한 후, 그레나다는 2012년 런던 올림픽에서 첫 메달을 획득했다. 키라니 제임스는 2012년 8월 6일에 43.94초의 국내 신기록을 세워 남자 400m에서 금메달을 획득했다. 버뮤다가 2021년에 금메달을 획득할 때까지 하계 올림픽 금메달을 획득한 역사상 가장 작은 국가였으며, 여전히 금메달을 획득한 가장 작은 주권 국가이다.
2016년 리우 올림픽에서도 제임스는 남자 400m에서 43.76초를 기록하며 또 다른 메달을 획득했다. 이번에는 은메달을 획득했다. 2020년 도쿄 올림픽에서도 제임스는 같은 종목에서 동메달을 획득했다.

## 종목별 메달 집계
| 경기 | 금 | 은 | 동 | 합계 |
| ---- | -- | -- | -- | ---- |
| 육상 | 1  | 0  | 0  | 1    |
| 합계 | 1  | 0  | 0  | 1    |